# トップエンド
トップエンド (Top End) は、ヨーク岬半島に次いでオーストラリア大陸で2番目に北にある場所である。境界ははっきりしないが、面積はおよそ40万平方キロメートルで、西はインド洋、北はアラフラ海、東はカーペンタリア湾に面し、南はオーストラリア南部の乾燥した場所へつながっている。
トップエンドは、ノーザンテリトリー南部と比べ海外ではあまり知られておらず訪れる人も少ないが、ダーウィン、キャサリン、パーマストンといった都市がある。